# 白川南出入口
白川南出入口（しらかわみなみでいりぐち）は、兵庫県神戸市須磨区の阪神高速道路31号神戸山手線の出入口。白川JCT（7号北神戸）方面・湊川JCT（3号神戸線）方面の両方向へ接続している。

## 道路
- 阪神高速31号神戸山手線(31-04)

## 料金所

### 白川南料金所
- ブース数：2
  - ETC専用：1
  - ETC/一般：1

## 接続する道路
- 兵庫県道22号神戸三木線
- 約300m離れたところで市道夢野白川線（旧西神戸有料道路白川出入口）に接続。

## 周辺
- 山陽新幹線
  - 神戸トンネル
  - 須磨トンネル
- 神戸赤十字病院附属診療所
- 兵庫県立須磨東高等学校
- 白川トンネル
- 神戸総合運動公園
  - 神戸総合運動公園野球場
  - ユニバー記念競技場
  - 神戸市営地下鉄西神延伸線総合運動公園駅

## 隣
阪神高速31号神戸山手線
湊川JCT - (31-02)神戸長田出入口 - (31-03)妙法寺出入口 - (31-04)白川南出入口 - 白川JCT